# پگونیاگا
پگونیاگا (به ایتالیایی: Pegognaga) یک کومونه در ایتالیا است که در استان منتووا واقع شده‌است. پگونیاگا ۴۶٫۶۹ کیلومتر مربع مساحت و ۷٬۲۰۰ نفر جمعیت دارد و ۲۲ متر بالاتر از سطح دریا واقع شده‌است.